# Giardino d'inverno

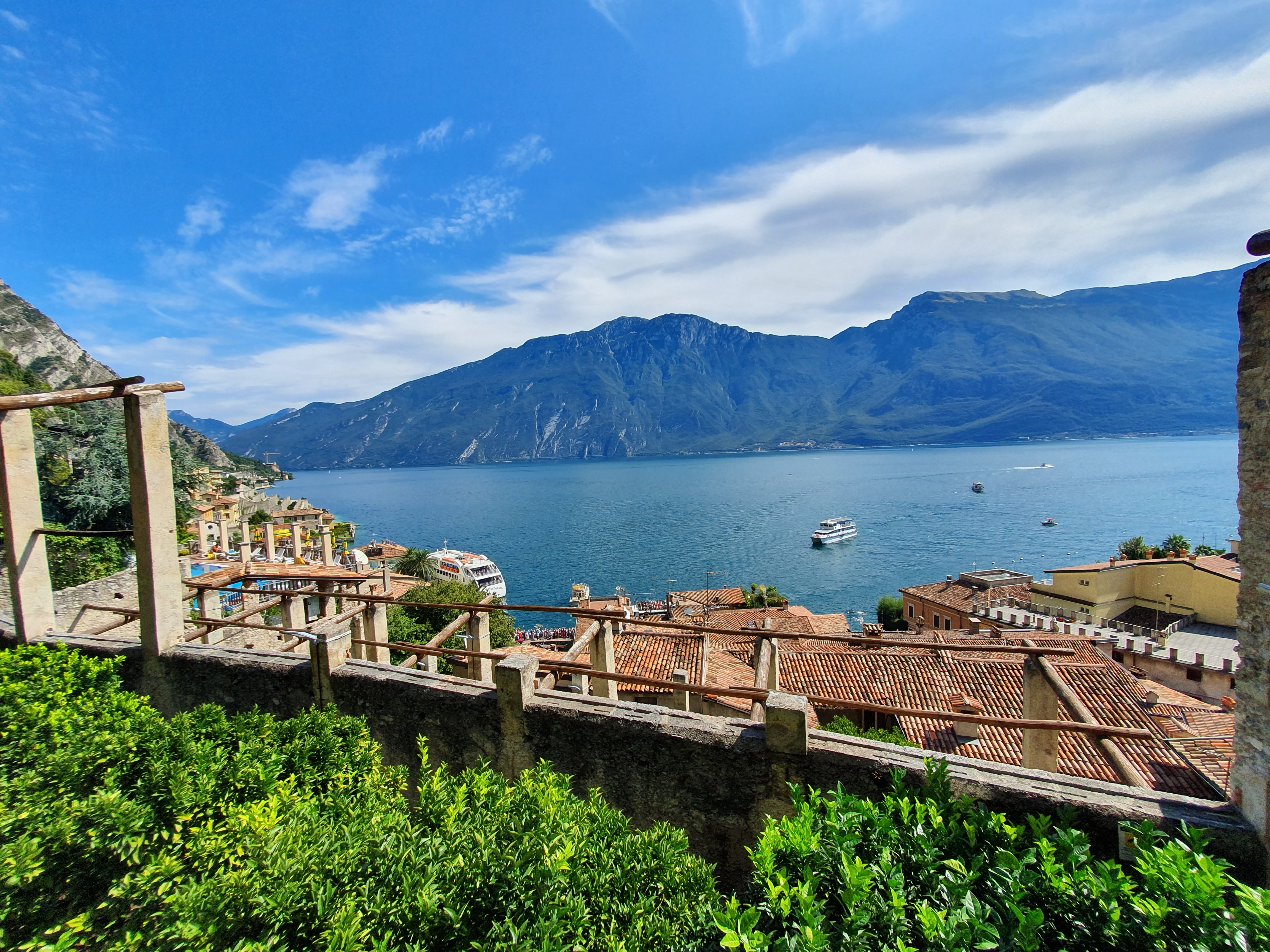
Le limonaie affacciate sul lago di Garda, a Limone sul Garda.

Il giardino d'inverno, conosciuto anche come aranciera, orangerie, limonaia, citroniera o cedraia, è uno spazio adibito ad accogliere gli agrumi e altre piante da frutto e/o esotiche durante il periodo invernale nelle regioni in cui il clima non consentirebbe la sopravvivenza degli esemplari all'esterno. Dal punto di vista storico è tipicamente l'annesso di una villa.

## Contesto

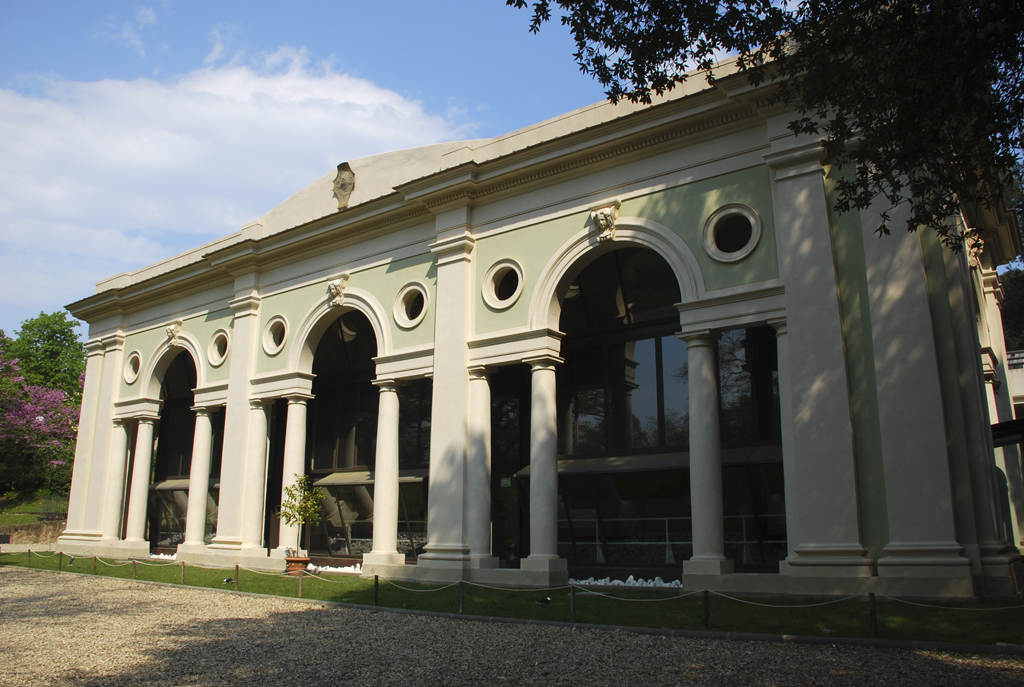
Limonaia di Villa Strozzi, a Firenze

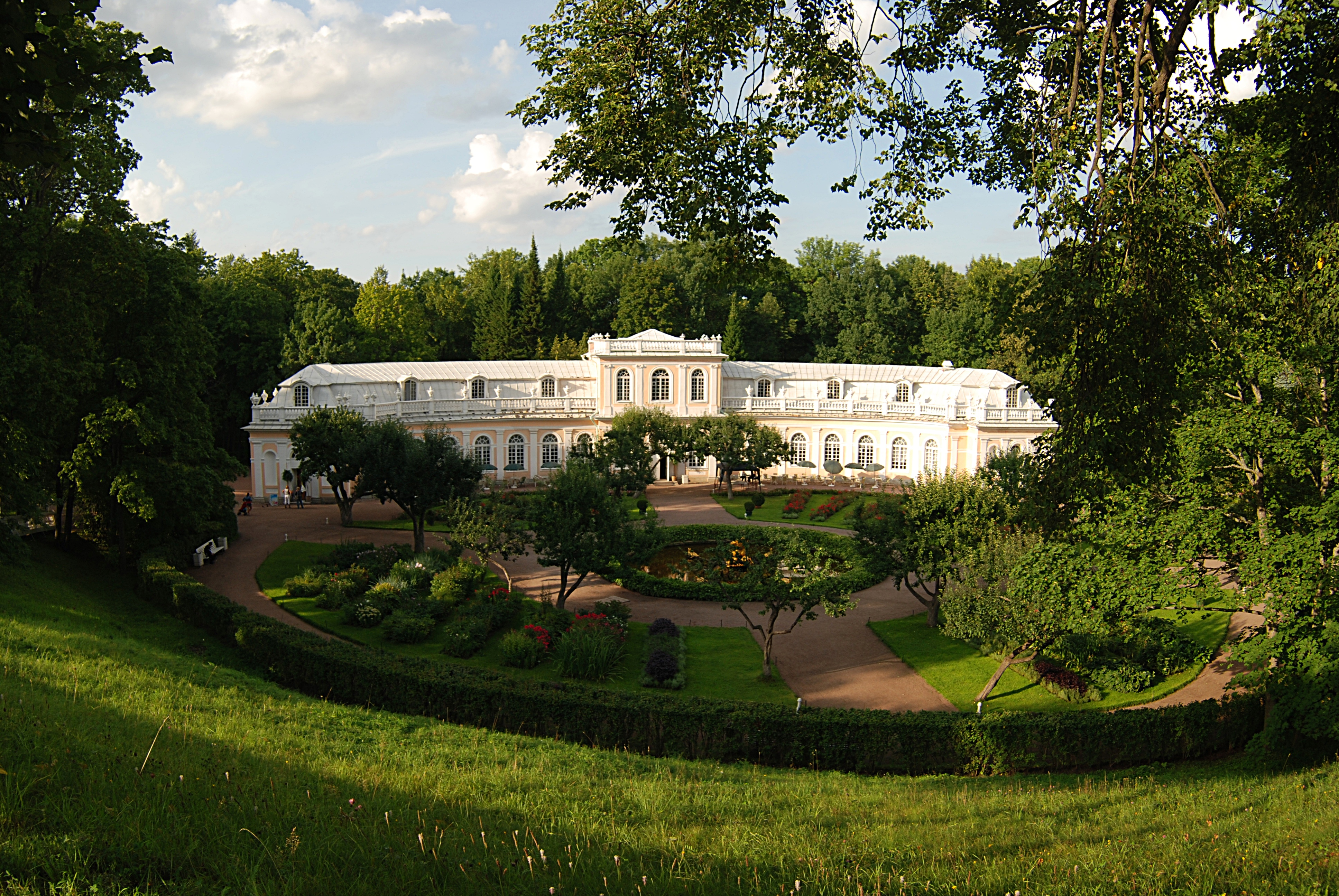
Il giardino d'inverno di Peterhof, in Russia.

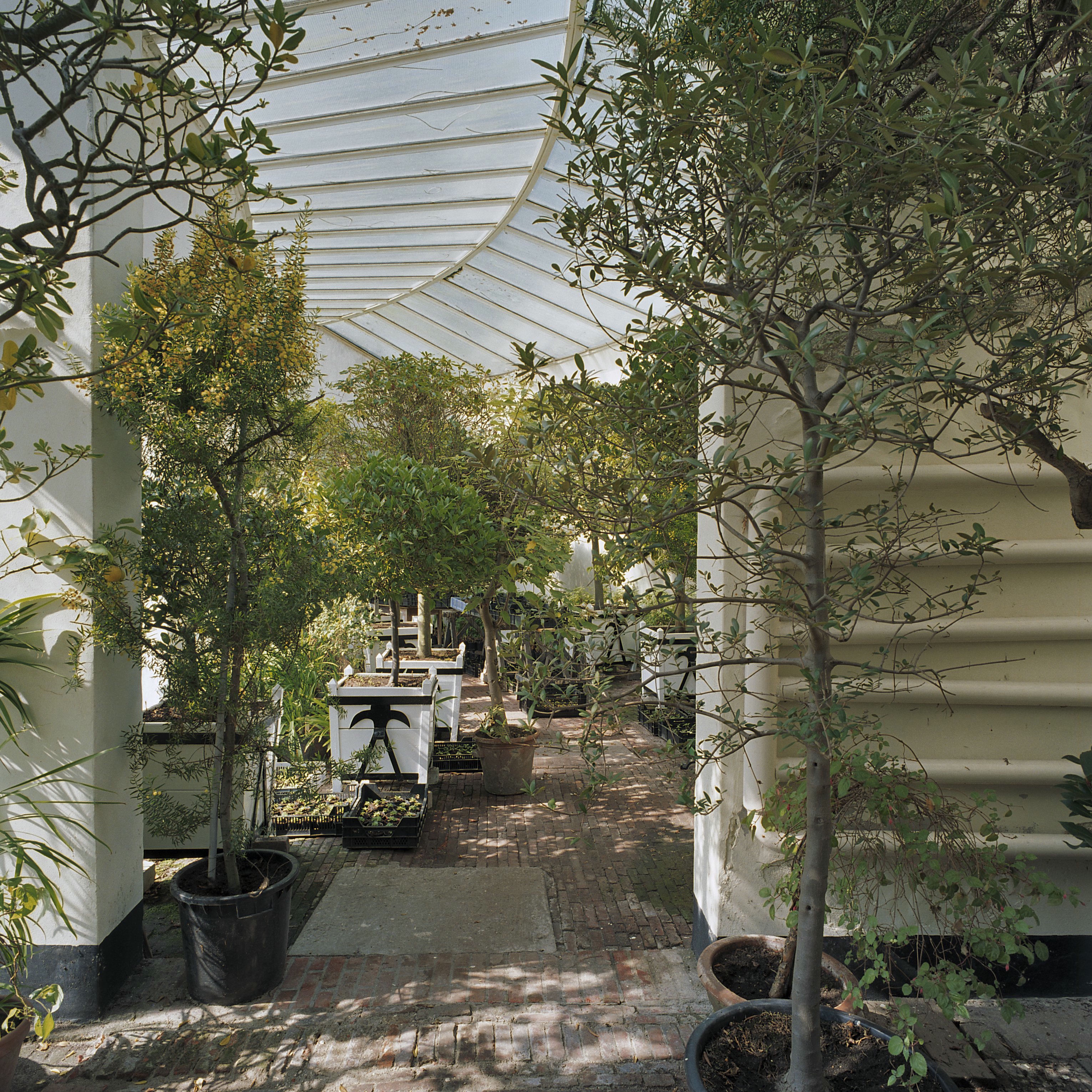
Agrumi al riparo dal gelo in Olanda

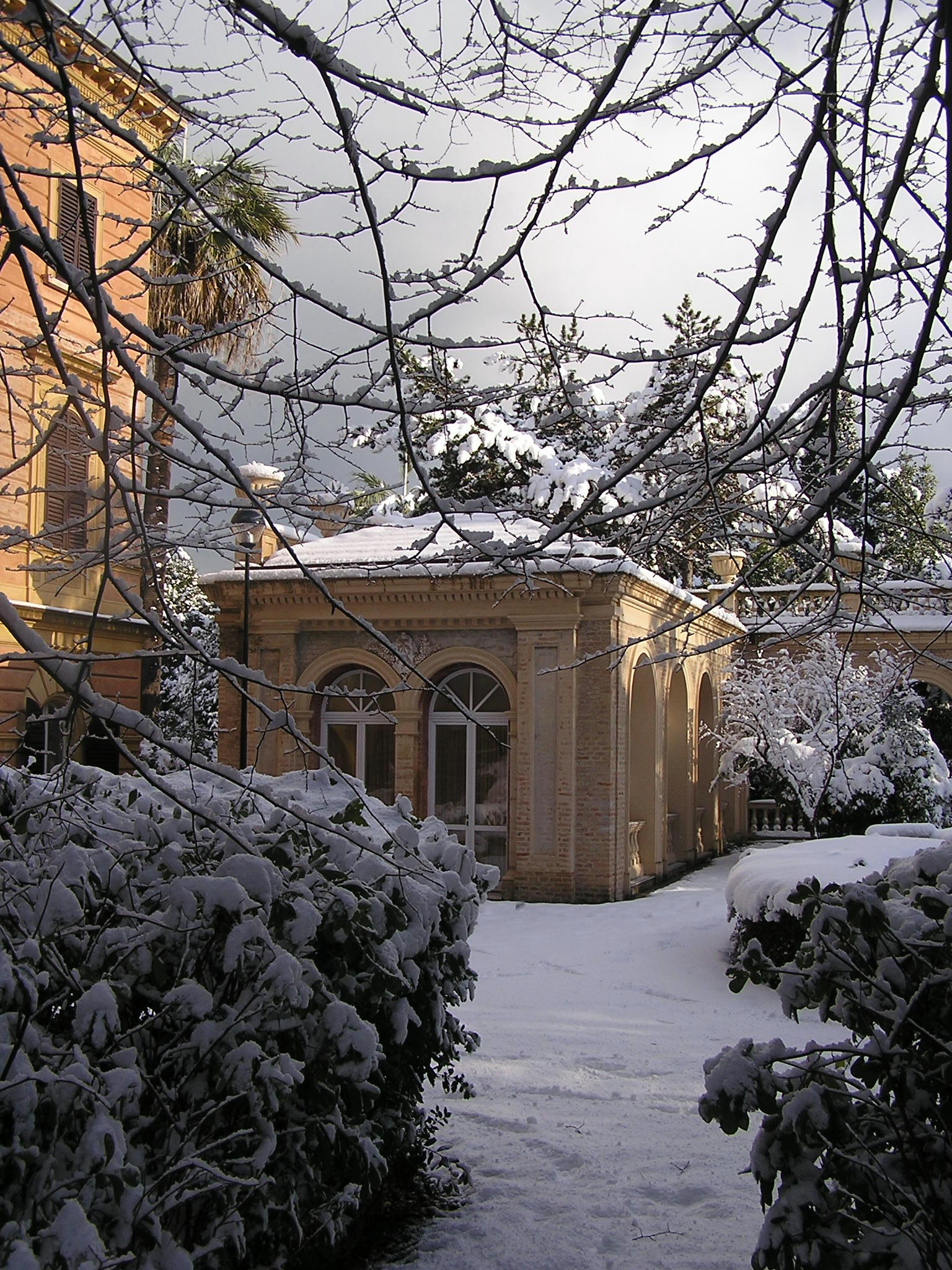
Aranciera di Villa Santa Margherita (Ancona)

Gli agrumi, piante da frutto e ornamentali, contenuti in grossi vasi venivano riposti d'inverno all'interno di locali progettati per mantenere una temperatura costante e temperata. Le orangerie sono nella fattispecie delle serre o a volte degli spazi chiusi attigui e connessi attraverso piccole aperture alla stalla (per sfruttare il riscaldamento dell'aria).

## Esempi di giardini d'inverno in Europa

### Italia
- Ancona: aranciere di Villa Santa Margherita e di Villa Favorita.
- Bellona (CE): Orangerie di Villa Althea
- Castelfranco Emilia: limonaia di Villa Sorra. Edificata nel 1842, su progetto dell'ingegnere bolognese Cesare Perdisa, è caratterizzata da undici ampie arcate a sesto acuto e destinata ad ospitare vasi di agrumi e piante esotiche di particolare pregio e rarità.
- Catania: limonaia di Villa Rapisardi
- Cuggiono: limonaia di Villa Annoni
- Firenze: limonaia di Villa Strozzi (attualmente è uno spazio espositivo e un teatro); limonaia di Boboli, realizzata, oltre che per la collezione di agrumi, anche per quella di gelsomini del Granduca di Toscana
- Mantova: fruttiere di Palazzo Te
- Milano: Giardino d'inverno Villa Necchi Campiglio
- Monza: Serrone di Villa Reale
- Pisa: limonaia di Palazzo Ruschi (attualmente spazio espositivo)
- Robecco sul Naviglio: limonaia di Villa Gromo di Ternengo
- Roma: limonaia di Villa Torlonia (attualmente è un ristorante-pizzeria)
- Torino: citroneria della Reggia di Venaria (progettata da Filippo Juvarra)
- Siena: limonaia nel parco della Villa di Monaciano
- Verona: limonaia di Villa Noris nei pressi di Negrar di Valpolicella
- Verona: limonaia nel Castello Scaligero di Torri del Benaco
- Verona: limonaia di Villa Mandella

### Austria
- Vienna: Wintergarten del palazzo di Schönbrunn

### Francia
- Castello di Sceaux: Orangerie
- Montpellier: orangerie del Jardin des Plantes
- Parigi: orangerie nei Giardini delle Tuileries
- Strasburgo: Parc de l'Orangerie.
- Versailles: Orangerie di Versailles.

### Germania
- Darmstadt
- Düsseldorf-Benrath
- Fulda: orangerie del Castello di Fulda
- Gera: giardino d'inverno e Küchengarten
- Kassel
- Potsdam: Orangerieschloss

### Gran Bretagna
- Londra: orangerie nei giardini di Kensington Palace

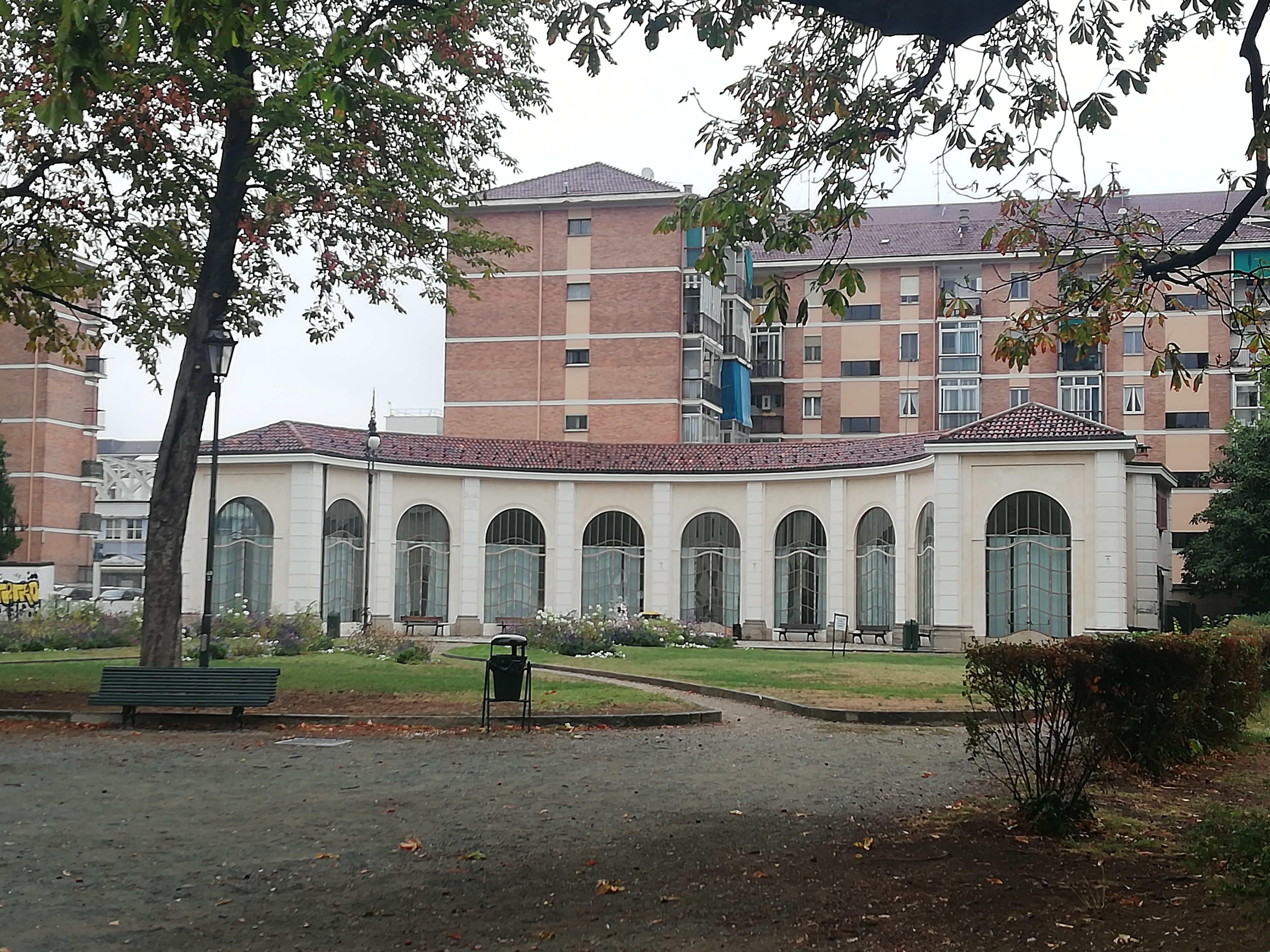
Aranciera nel Parco Rignon (Torino)

- Aranciera nel Parco Rignon (Torino)Londra: giardino d'inverno di Kew